# Juin 1887

## Événements
- 7 juin : Wilfrid Laurier devient chef du Parti libéral du Canada.

- 18 juin : traité secret de « réassurance » entre l’Allemagne et la Russie (fin en 1890). Il assure à Bismarck la neutralité russe en cas d’attaque française contre l’Allemagne. En échange, le chancelier promet son appui diplomatique dans la question bulgare et dans l’affaire des Détroits. Mais en novembre, lors du réveil de la question Bulgare, Bismarck met fin aux facilités financières accordées par la Reichsbank aux Russes.

- 20 - 21 juin : jubilé d’or de la reine Victoria du Royaume-Uni.

- 25 juin : malgré la Russie, élection de Ferdinand de Saxe-Cobourg, protégé de l’Autriche, sur le trône de Bulgarie.
- 30 juin : le gouvernement libéral espagnol de Sagasta adopte une loi autorisant la constitution d’associations, offrant à l’Espagne un cadre de liberté publique sans précédent.

## Naissances
- 13 juin : André François-Poncet, diplomate français († 8 janvier 1978).
- 20 juin : Kurt Schwitters, peintre et poète allemand dada († 8 janvier 1948).
- 24 juin : Louis Renard, syndicaliste, militant communiste, secrétaire de la Fédération communiste indépendante de l’Est, et historien français († 4 janvier 1969).
- 25 juin : Alexandre Iacovleff, peintre russe († 12 mai 1938).

## Décès
- 25 juin : Matthew Crooks Cameron, chef du Parti conservateur de l'Ontario.